# Heuland
Heuland település Franciaországban, Calvados megyében. Lakosainak száma 137 fő (2022. január 1.). Heuland Angerville, Branville, Cresseveuille, Danestal, Douville-en-Auge és Saint-Vaast-en-Auge községekkel határos.

## Népesség
A település népességének változása:
| Lakosok száma | 92   | 61   | 54   | 85   | 77   | 80   | 97   | 109  | 115  | 137  |
|               | 1968 | 1982 | 1990 | 2006 | 2013 | 2015 | 2017 | 2019 | 2020 | 2022 |